# Katagum
Katagum és una ciutat de Nigèria, a l'estat de Bauchi, a la riba nord del riu Jamaare. Fou l'antiga capital de l'emirat de Katagum, que avui és a Azare, a uns 60 km al sud-est; Azare és també capital de la Katagum LGA (Local Government Area) que té una població de 295.970 habitants, però que no inclou la ciutat de Katagum, que és capital de la Zaki LGA (Local Government Area) situada just al nord de l'anterior.
Katagum té una oficina de salut del govern i un dispensari. És la seu d'un consell de govern local (LGA) anomenat Zaki, amb una població (cens del 2006) de 191.457 habitants i 1.436 km²